# 磁覚
磁覚（じかく、Magnetoception）とは、磁場の方向、強さ、場所を、生物が知覚することを可能にする感覚である。磁気感覚（じきかんかく）とも言う。

## 概要
ある種の動物が自身の位置などを把握する目的において、磁覚は地磁気を感知するために使用される。例えば鳥類は渡りの際に生体磁石などの器官による磁覚で地磁気を感知することで、正確なルートを辿ることができるのだという仮説がある。他にも、ある種の昆虫（例えば、ハチ）や、ある種の動物（例えば、カメ、イセエビ、サメ、アカエイ）も磁覚を利用しているとされる。さらに磁覚を持つ者は微生物の中にも見られる。人にも磁覚がある。これらの生物が磁場を検知する研究を磁気生物学（マグネトビオロジー）と呼ぶ。

## その他
視覚、嗅覚などと組み合わせて磁覚も用いて自身の位置などを把握している動物もいる。そのような動物のナビゲーション（動物の渡りのルートを調整、繁殖地を調整など）のためには、磁覚を利用することができるのではないかというアイディアもある。ただし磁覚だけで動物のナビゲーションを実現するのは難しいと考えられている。